# Trivialer Knoten
Der triviale Knoten (auch: Unknoten) ist der einfachste mathematische Knoten, nämlich eine einfache geschlossene Schlaufe, die nicht verknotet ist (also ohne Schnitte zu einem glatten Ring auseinandergezogen werden kann).
Er spielt in der Knotentheorie eine Rolle.
Viele in der Praxis vorkommende Knoten, zum Beispiel der Trompetenknoten und der Würgeknoten, sind
triviale Knoten.
Ein nichttrivialer Knoten ist ein Knoten, der sich nicht in den Unknoten verformen lässt.

## Knotentheoretische Eigenschaften

Komplizierteres Diagramm eines trivialen Knotens

Eine den trivialen Knoten repräsentierende Kurve ist zum Beispiel
{\displaystyle \left\{(x,y,0):x^{2}+y^{2}=1\right\}\subset \mathbb {R} ^{3}}.
Ein Knoten ist ein trivialer Knoten, wenn er durch eine stetige Verformung
(ohne dass dabei „die Schnur zerschnitten wird“) in die obige Kurve überführt werden kann.
Es gibt durchaus kompliziert aussehende Knoten, die in Wirklichkeit trivial sind, ein Beispiel zeigt das Bild unten rechts.
Das Jones-Polynom des trivialen Knotens ist:
{\displaystyle \quad V(t)=1.}
Sein Alexander-Polynom ist ebenfalls gleich 1.
Ein Knoten K in der 3-Sphäre ist genau dann trivial, wenn das Komplement
{\displaystyle S^{3}\setminus K} homöomorph zum Volltorus ist.
1961 entwickelte der Mathematiker Wolfgang Haken einen Algorithmus, mit dem man bestimmen kann, ob ein Knotendiagramm einen trivialen Knoten zeigt oder nicht. Dazu verwendete er Seifert-Flächen und die Theorie normaler Flächen von Martin Kneser. Der Algorithmus ist komplex und wurde nie implementiert. Haken zeigte damit die Entscheidbarkeit des Unknoten-Problems. Mit Hakens Algorithmus kann man allgemein entscheiden, ob zwei Haken-Mannigfaltigkeiten homöomorph sind. (Haken-Mannigfaltigkeiten sind irreduzible 3-Mannigfaltigkeiten, die eine inkompressible Fläche enthalten – im Falle eines Knotenkomplements ist die Seifert-Fläche diese inkompressible Fläche.)
Joel Hass, Jeffrey Lagarias und Nicholas Pippenger griffen die Theorie von Haken auf und zeigten, dass die normalen Flächen als ganzzahlige Punkte auf einem konvexen Kegel (ein hochdimensionales Polytop) dargestellt werden können, wobei eine Unknoten-Transformation einem extremalen Strahl auf dem Kegel entspricht. Der Unknoten-Algorithmus lässt sich dann auf ein Aufzählungsproblem der Knoten dieses Polytops zurückführen. Sie bewiesen 1999, dass Unverknotetsein in der Komplexitätsklasse NP ist, d. h. ein „Zertifikat“ dafür, dass ein Knoten trivial ist, lässt sich in polynomieller Zeit verifizieren. Die Nützlichkeit des Algorithmus für das Unknoten-Problem zeigte Benjamin Burton 2011, auch wenn er nicht in polynomialer Zeit ablief.
Unter der Annahme, dass die verallgemeinerte riemannsche Vermutung richtig ist, bewies Greg Kuperberg 2011, dass auch Verknotetsein in NP ist. Ein Beweis, der die Riemannsche Vermutung nicht benutzt, wurde 2016 von Marc Lackenby gegeben.
Es ist nicht bekannt, ob man mit dem Jones-Polynom den trivialen Knoten entdecken kann, d. h. ob {\displaystyle \quad V(t)=1}
nur für den trivialen Knoten gilt. Dies leistet aber die Heegaard-Floer-Homologie oder auch die Khovanov-Homologie.
Ein auch praktisch umgesetzter Unknoten-Algorithmus stammt von Joan Birman und Michael Hirsch und benutzt Blätterungen von Zöpfen (Braid foliations). 2001 schätzten Hass und Lagarias auch die Zahl der Reidemeister-Bewegungen für das Entknoten ab.